# Список премьер-министров Федерации Родезии и Ньясаленда
Премье́р-мини́стр Федера́ции Роде́зии и Ньясале́нда (англ. Prime Minister of the Federation of Rhodesia and Nyasaland) являлся главой федерального правительства Федерации Родезии и Ньясаленда. Он назначался генерал-губернатором федерации, являясь лидером победившей на выборах партии.
Федерация Родезии и Ньясаленда (англ. Federation of Rhodesia and Nyasaland), также известная как Центрально-Африканская Федерация (англ. Central African Federation) — являлась британским протекторатом, существовавшим в период с 1 августа 1953 года по 31 декабря 1963 года. Федерация была образована из самоуправляющейся (с 1923 года) колонии Южной Родезии (совр. Зимбабве) и протекторатов Северной Родезии (совр. Замбия) и Ньясаленда (совр. Малави). Являлась владением британской короны, не будучи ни колонией, ни доминионом, хотя как и в доминионах, власть британской короны была представлена генерал-губернатором

## Список премьер-министров
|           | Портрет                         | Имя | Вступил в должность | Покинул должность | Политическая партия | Выборы |
| --------- | ------------------------------- | --- | ------------------- | ----------------- | ------------------- | ------ |
| А         |                                 | Сэр Годфри Мартин Хаггинс, 1-й виконт Малверн (1869—1951) англ. Godfrey Martin Huggins, 1st Viscount Malvern | 7 сентября 1953     | 2 ноября 1956     | Федеральная партия  | 1953   |
| Б         |                                 | Сэр Рафаэль Веленски (1907—1991) англ. Raphael Welensky                                                      | 2 ноября 1956       | 31 декабря 1963   | Федеральная партия  | 1953   |
|           | Объединённая федеральная партия | Сэр Рафаэль Веленски (1907—1991) англ. Raphael Welensky                                                      | 2 ноября 1956       | 31 декабря 1963   |                     | 1953   |
| 1958 1962 |                                 | Сэр Рафаэль Веленски (1907—1991) англ. Raphael Welensky                                                      | 2 ноября 1956       | 31 декабря 1963   |                     |        |
|           | Федеральная партия              | Сэр Рафаэль Веленски (1907—1991) англ. Raphael Welensky                                                      | 2 ноября 1956       | 31 декабря 1963   |                     |        |